# Divize D 1999/2000
V soubojích 35. ročníku Moravskoslezské divize D 1999/00 (jedna ze skupin 4. fotbalové ligy) se utkalo 16 týmů každý s každým dvoukolovým systémem podzim–jaro. Tento ročník začal v srpnu 1999 a skončil v neděli 18. června 2000.

## Nové týmy v sezoně 1999/00
- Z MSFL 1998/99 sestoupilo do Divize D mužstvo FC Slovácká Slavia Uherské Hradiště.
- Z Divize E 1998/99 přešlo mužstvo FK Chropyně.
- Z Jihomoravského župního přeboru 1998/99 postoupilo vítězné mužstvo SK Slavkov u Brna.

## Kluby podle žup
- Středomoravská (8): FC SYNOT Slovácká Slavia Uherské Hradiště, FC TVD Slavičín, FK Svit Zlín „B“, TJ Dolní Němčí, TJ FS Napajedla, FC Slušovice, FCS Mysločovice, 1. FC Polešovice.
- Jihomoravská (7): ČAFC Židenice Brno, SK Slavkov u Brna, FC Dosta Bystrc-Kníničky, TJ Slovan Břeclav, Fotbal Znojmo, TJ BOPO Třebíč, TJ Svitavy.
- Hanácká (1): FK Chropyně.

## Konečná tabulka
Zdroj: 
| Poř. | Tým                                           | Z  | V  | R  | P  | VG | OG | B  |
| ---- | --------------------------------------------- | -- | -- | -- | -- | -- | -- | -- |
| 1.   | FC SYNOT Slovácká Slavia Uherské Hradiště (S) | 30 | 17 | 6  | 7  | 43 | 25 | 57 |
| 2.   | TJ Svitavy                                    | 30 | 15 | 10 | 5  | 42 | 25 | 55 |
| 3.   | ČAFC Židenice Brno                            | 30 | 16 | 6  | 8  | 49 | 27 | 54 |
| 4.   | TJ BOPO Třebíč                                | 30 | 15 | 8  | 7  | 43 | 31 | 53 |
| 5.   | SK Slavkov u Brna (N)                         | 30 | 13 | 8  | 9  | 35 | 32 | 47 |
| 6.   | FC TVD Slavičín                               | 30 | 13 | 8  | 9  | 47 | 29 | 47 |
| 7.   | FK Svit Zlín „B“                              | 30 | 11 | 10 | 9  | 34 | 25 | 43 |
| 8.   | FC Dosta Bystrc-Kníničky                      | 30 | 12 | 7  | 11 | 39 | 36 | 43 |
| 9.   | TJ Slovan Břeclav                             | 30 | 11 | 7  | 12 | 40 | 39 | 40 |
| 10.  | TJ Dolní Němčí                                | 30 | 10 | 10 | 10 | 43 | 47 | 40 |
| 11.  | FK Chropyně                                   | 30 | 10 | 6  | 14 | 43 | 39 | 36 |
| 12.  | TJ FS Napajedla                               | 30 | 10 | 6  | 14 | 40 | 44 | 36 |
| 13.  | FC Slušovice                                  | 30 | 9  | 9  | 12 | 39 | 47 | 36 |
| 14.  | Fotbal Znojmo                                 | 30 | 8  | 8  | 14 | 36 | 43 | 32 |
| 15.  | FCS Mysločovice                               | 30 | 7  | 5  | 18 | 27 | 58 | 26 |
| 16.  | 1. FC Polešovice                              | 30 | 3  | 6  | 21 | 15 | 68 | 15 |

Poznámky:
- Z = Odehrané zápasy; V = Vítězství; R = Remízy; P = Prohry; VG = Vstřelené góly; OG = Obdržené góly; B = Body; (S) = Mužstvo sestoupivší z vyšší soutěže; (N) = Mužstvo postoupivší z nižší soutěže (nováček)
- Po sezoně došlo k přejmenování klubu FC SYNOT Slovácká Slavia Uherské Hradiště na 1. FC Synot Staré Město B.
- O pořadí na 5. a 6. místě rozhodla bilance vzájemných zápasů: Slavkov u Brna - Slavičín 0:0, Slavičín - Slavkov u Brna 0:1[2]
- O pořadí na 7. a 8. místě rozhodlo lepší skóre Zlína B, bilance vzájemných zápasů byla vyrovnaná: Zlín B - Bystrc-Kníničky 0:1, Bystrc-Kníničky - Zlín B 0:1[2]
- O pořadí na 9. a 10. místě rozhodlo lepší skóre Břeclavi, bilance vzájemných zápasů byla vyrovnaná: Břeclav - Dolní Němčí 1:1, Dolní Němčí - Břeclav 1:1[2]
- O pořadí na 11. až 13. místě rozhodla minitabulka vzájemných zápasů.[2]

|  | Postup do MSFL 2000/01                             |
|  | Přechod do Divize E 2000/01                        |
|  | Sestup do Středomoravského župního přeboru 2000/01 |